# HD 75116
HD 75116，又名CP-67 990，SAO 250315、HR 3491，是一颗恒星，视星等为6.32，位于銀經283.07，銀緯-15.53，其B1900.0坐标为赤經8h 42m 57.5s，赤緯-67° -15.53′ 53″。